# Drosera sect. Erythrorhiza
Drosera secc. Erythrorhiza es una sección con 14 especies de plantas con  tubérculos  del género Drosera. Representa un grupo natural de todas las Drosera con rosetas tuberosas. Muchas especies son endémicas de Australia Occidental, pero D. aberrans, D. praefolia, D. schmutzii, y D. whittakeri, también se encuentran en el este de Australia.

## Taxonomía
La sección fue descrita por Jules Emile Planchon en 1848 como serie Erythrorhizae. Ludwig Diels reclasificó el género en su estudio monográfico de la familia en 1906, reconociendo esta sección, ahora llamada Erythrorhiza, dentro del subgénero Ergaleium.

## Especies
| - Drosera aberrans - Drosera browniana - Drosera bulbosa - Drosera erythrorhiza - Drosera lowriei - Drosera macrophylla - Drosera orbiculata | - Drosera praefolia - Drosera prostratoscaposa - Drosera rosulata - Drosera schmutzii - Drosera tubaestylis - Drosera whittakeri - Drosera zonaria |